# Нокдім
Нокдім (івр. נוֹקְדִים) — ізраїльське поселення, організоване як громадське поселення на Західному березі річки Йордан. Розташований на південь від Віфлеєму в північних Юдейських горах, він підпадає під юрисдикцію регіональної ради Гуш-Еціон. У 2021 році його населення становило 2764 особи.
Міжнародна спільнота вважає ізраїльські поселення на Західному березі річки Йордан незаконними згідно з міжнародним правом, але ізраїльський уряд це заперечує.